# Harcourt (Nouveau-Brunswick)
Cet article concerne la localité canadienne. Pour la paroisse civile, voir Paroisse d'Harcourt. Pour les autres significations, voir Harcourt (homonymie).
Harcourt est un district de services locaux du comté de Kent, à l'est du Nouveau-Brunswick, au Canada. Le DSL comprend le territoire des paroisses civiles d'Harcourt et d'Huskisson. Dans le cadre de la réforme de la gouvernance locale du 1er janvier 2023, le territoire du DSL a été réparti entre la ville de Champdoré, les villages de Five Rivers et Nouvelle-Arcadie ainsi que les districts ruraux de Kent et de la Région-de-la-capitale.

## Toponyme

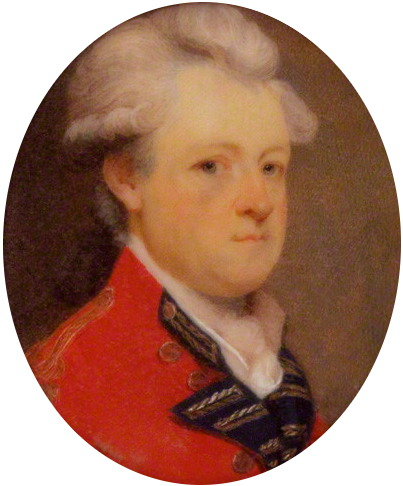
William Harcourt.

Harcourt est nommé ainsi en l'honneur de William Harcourt, 3e comte Harcourt (1743-1830), militaire britannique, élevé au grade de field marshall par le roi George IV du Royaume-Uni en 1821. Il était l'ami de Howard Douglas, un lieutenant-gouverneur du Nouveau-Brunswick. Il faisait partie de la branche anglaise de la célèbre famille d'Harcourt qui tire justement son nom d'un toponyme de Normandie, Harcourt, où subsiste encore actuellement le château d'Harcourt, fief d'origine de la famille.

### Hameaux et lieux-dits
La paroisse comprend les hameaux de Adamsville, Coal Branch, Grangeville, Harcourt, Lake Stream, Lakeville, Little Forks, Mortimer et Saint-Sosime. Canaan, Huskisson, Salmon River et The Grade sont des localités dont la situation n'est pas connue avec précision selon les Archives provinciales du Nouveau-Brunswick.
Adamsville rend hommage à Michael Adams (1845-1899), arpenteur général du Nouveau-Brunswick et député à l'Assemblée législative. Adamsville-Ouest a été regroupé à Saint-Sosime. L'origine de Coal Branch n'est pas connue mais le bureau de poste portait le nom de Coal Branch Station. L'origine de Grangeville n'est pas non plus connue mais la localité porta à l'origine le nom de Quint Ridge, en hommage à un entrepreneur forestier de la région. Harcourt est nommé ainsi d'après la paroisse. La localité a toutefois porté le nom de Weldford jusqu'en 1894. L'origine des noms de Lake Stream et de Lakeville n'est pas connue,. Lakeville a toutefois déjà porté les noms de Coal Branch Lake et de Lakeville Settlement. L'origine du nom de Little Forks n'est pas connue. Le toponyme Mortimer rend hommage à John Mortimer, employé de la Miller's Tanning Exctract Company de 1880 à 1910. À l'origine, la localité porta le nom de Beckwith Corner, du nom d'un arpenteur. Les Acadiens l'appelaient Buckwheat Corner. Saint-Sosime est probablement nommé ainsi en l'honneur de Cicemo Arsenault, un Acadien comptant parmi les premiers colons de la région.
L'origine du nom de Canaan n’est pas connue. Huskisson est nommé ainsi d'après sa position dans l'ancienne paroisse de Huskisson, nommée en l’honneur de William Huskisson (1770-1830), président du Board of Trade et secrétaire d'État aux colonies de l'Angleterre. En 1826, il fut membre du comité qui étudia la question de la frontière entre le Nouveau-Brunswick et le Maine. L'origine des noms de Salmon River et de The Grade n'est pas connue,.

## Géographie
Harcourt est généralement considéré comme faisant partie de l'Acadie.

### Géologie
Le sous-sol de Harcourt est composé principalement de roches sédimentaires du groupe de Pictou datant du Pennsylvanien (entre 300 et 311 millions d'années).

## Histoire
Harcourt est situé dans le territoire historique des Micmacs, plus précisément dans le district de Sigenigteoag, qui comprend l'actuelle côte Est du Nouveau-Brunswick, jusqu'à la baie de Fundy.
En 1825, le territoire est touché par les grands feux de la Miramichi, qui dévastent entre 10 000 km2 et 20 000 km2 dans le centre et le nord-est de la province et tuent en tout plus de 280 personnes,.
La paroisse d'Harcourt et la paroisse d'Huskisson sont érigées en 1826,. Les hameaux de la haute vallée de la rivière Salmon sont fondés par des immigrants et des gens originaires de la basse vallée. Le hameau de Harcourt est fondé en 1869 par des Anglophones de la paroisse de Weldford ainsi que par quelques Acadiens. La date de fondation de Huskisson n'est pas connue mais on y dénombre 20 habitants en 1871. Le bureau de poste de Harcourt est inauguré la même année ; la localité compte alors 150 habitants. Après 1876, les abords du chemin de fer Intercolonial sont colonisés. La date de fondation de Coal Branch n’est pas connue mais son bureau de poste ouvre ses portes en 1877. Adamsville est fondé par des Acadiens originaires de l'île-du-Prince-Édouard en 1879 grâce au Free Grants Act (Loi sur les concessions gratuites). La date de fondation de Lake Stream et de Little Forks n'est pas connue mais leurs bureaux de poste sont inaugurés en 1880,. Le bureau de poste d'Adamsville ouvre ses portes en 1886. Celui de Little Forks est fermé la même année. En 1898, on recense 175 habitants, une église et une gare à Adamsville ; l'économie est fondée sur l'agriculture et l'exploitation forestière. En 1898, Harcourt compte une gare, sept magasins, deux hôtels, une scierie, une tannerie, une usine d'extraction de pulpe de pruche, une manufacture de calèches, trois églises et 250 habitants. Mortimer est recensé pour la première fois en 1898, alors qu'on y dénombre 60 habitants, un bureau de poste, une scierie et un hôtel ; son économie repose sur l'agriculture et l'exploitation forestière.
Le bureau de poste de Little Forks rouvre en 1900. En 1904, William Francis Ganong note que la paroisse d'Huskisson n'est pas peuplée. Lake Stream compte alors 40 habitants alors que Salmon River compte un hôtel et 50 habitants. La date de fondation de Grangeville n'est pas connue mais son bureau de poste est inauguré en 1908. Une localité du nom de Canaan comptait une seule famille en 1911. La même année, une autre localité, The Grade, comptait 11 familles. La date de fondation de Saint-Sosime n'est pas connue mais le bureau de poste ouvre ses portes en 1912. Le bureau de poste de Little Forks ferme pour de bon en 1916. Le bureau de poste de Lake Stream ferme ses portes en 1932.
L'école de Harcourt est inaugurée en 1951. Le bureau de poste de Grangeville ferme ses portes en 1958. Le bureau de poste de Saint-Sosime ferme ses portes en 1966. Les bureaux de poste d'Adamsville et de Coal Branch ferment leurs portes en 1970,.
Les archives provinciales du Nouveau-Brunswick ne recensent aucune information sur l'histoire de Lakeville.

## Démographie
| 2001 | 2006 | 2011 | 2016 |
| ---- | ---- | ---- | ---- |
| 448  | 426  | 390  | 346  |

## Économie
Entreprise Kent, membre du Réseau Entreprise, a la responsabilité du développement économique.

## Administration

### Comité consultatif
En tant que district de services locaux, Harcourt est administré directement par le ministère des Gouvernements locaux du Nouveau-Brunswick, secondé par un comité consultatif élu composé de cinq membres dont un président.

### Commission de services régionaux
Harcourt fait partie de la région 6, une commission de services régionaux (CSR) devant commencer officiellement ses activités le 1er janvier 2013. Contrairement aux municipalités, les DSL sont représentés au conseil par un nombre de représentants proportionnel à leur population et leur assiette fiscale. Ces représentants sont élus par les présidents des DSL mais sont nommés par le gouvernement s'il n'y a pas assez de présidents en fonction. Les services obligatoirement offerts par les CSR sont l'aménagement régional, l'aménagement local dans le cas des DSL, la gestion des déchets solides, la planification des mesures d'urgence ainsi que la collaboration en matière de services de police, la planification et le partage des coûts des infrastructures régionales de sport, de loisirs et de culture; d'autres services pourraient s'ajouter à cette liste.

### Représentation et tendances politiques
Nouveau-Brunswick: La majeure partie de Harcourt est comprise dans la circonscription provinciale de Kent, qui est représentée à l'Assemblée législative du Nouveau-Brunswick par Shawn Graham, l'ancien premier ministre du Nouveau-Brunswick. Il fut élu en 1999 puis réélu en 1999, en 2003, en 2006 et en 2010. L'extrémité sud-ouest fait plutôt partie de la circonscription provinciale de Grand Lake-Gagetown, qui est représentée par Ross Westmore, du Parti progressiste-conservateur. Il fut élu en 2010.
 Canada: Harcourt fait partie de la circonscription fédérale de Beauséjour. Cette circonscription est représentée à la Chambre des communes du Canada par Dominic LeBlanc, du Parti libéral.

### Chronologie municipale

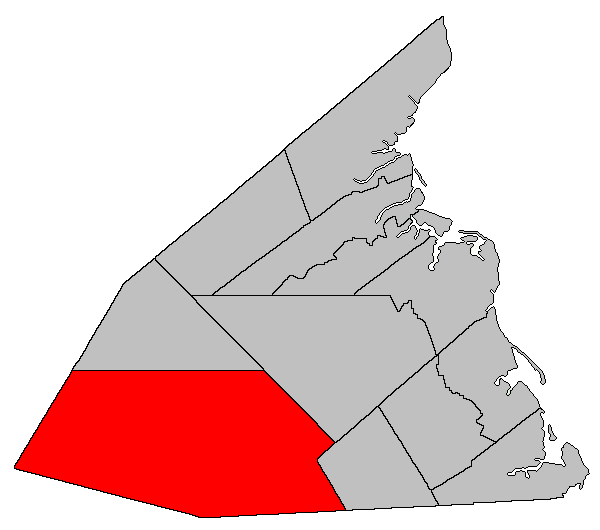
Situation de la paroisse civile de Harcourt sur une carte des paroisses civiles du comté de Kent (certains DSL et municipalités ne sont donc pas montrés).
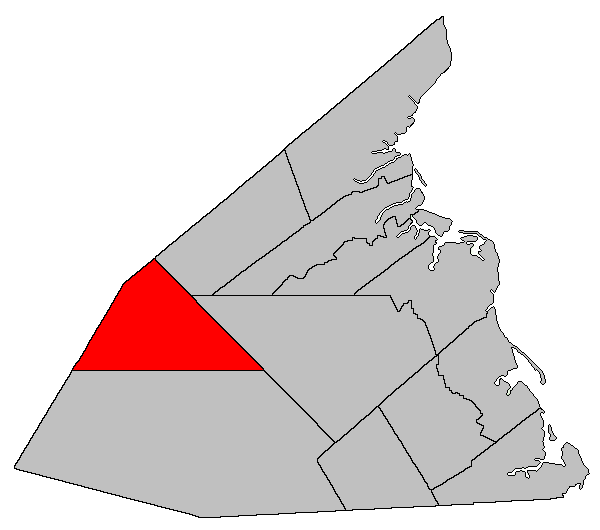
Situation  de la paroisse civile de Huskisson.

### Ancienne administration paroissiale
|  | Indépendant | 1944 - 194? | George Lyons Lorne Hetherington       |
|  | Indépendant | 19?? - 195? | George W. Morris Charles W. MacArthur |

## Vivre à Harcourt
L'école Harcourt accueille les élèves de la maternelle à la 5e année. C'est une école publique anglophone faisant partie du district scolaire #16.
Harcourt possède aussi une caserne de pompiers et un bureau de poste. Le détachement de la Gendarmerie royale du Canada le plus proche est situé à Richibouctou.
L'église St. Matthew's de Harcourt est une église anglicane. L'église Saint-Thimothée d'Adamsville est une église catholique romaine faisant partie de l'archidiocèse de Moncton.
Les francophones bénéficient du quotidien L'Acadie nouvelle, publié à Caraquet, ainsi que de l'hebdomadaire L'Étoile, de Dieppe. Les anglophones bénéficient quant à eux des quotidiens Telegraph-Journal, publié à Saint-Jean et Times & Transcript, de Moncton.